# Plutonium(IV)oxide
Plutonium(IV)oxide is een oxide van plutonium, met als brutoformule PuO2. De stof komt voor als een zeer toxische geel-bruine kristallijne vaste stof met een hoog smeltpunt. Het is onoplosbaar in water en is de meest voorkomende verbinding van plutonium op Aarde.

## Synthese
Plutonium(IV)oxide ontstaat door oxidatie van plutonium:
{\displaystyle {\ce {Pu + O2 -> PuO2}}}
Op laboratoriumschaal kan het bereid worden door calcinatie van plutonium(IV)oxalaat bij 300 °C.
{\displaystyle {\ce {Pu(C2O4)2 -> PuO2 + 2 CO2 + 2 CO}}}

## Kristalstructuur en eigenschappen
Plutonium(IV)oxide neemt, naar analogie met calciumfluoride, een kubische kristalstructuur aan. Het behoort tot ruimtegroep Fm3m. De lengte van een zijde van de eenheidscel bedraagt 540 pm. In het kristalrooster wordt ieder plutoniumatoom omringd door acht zuurstofatomen en ieder zuurstofatoom door vier plutoniumatomen.
Plutonium(IV)oxide is, door aanwezigheid van het radioactieve plutonium, zelf ook een radioactieve stof.

## Toepassingen
Plutonium(IV)oxide wordt gebruikt als zogenaamde MOX-brandstof (mixed oxide-brandstof) in kernreactoren. Het wordt ook toegepast als brandstof voor ruimtesondes, waaronder bij de sonde New Horizons. De hitte als gevolg van radioactief verval (onder emissie van een α-deeltje) van de radio-isotoop plutonium-238 wordt via het seebeck-effect in elektriciteit omgezet.
Het gebruik van plutonium en diens verbindingen valt onder het non-proliferatieverdrag.